# Championnats du monde de cyclisme sur piste juniors 2011
Navigation
Édition précédente Édition suivante
Les Championnats du monde de cyclisme sur piste juniors 2011 se sont déroulés du 17 au 21 août 2011 à Moscou en Russie.

## Podiums masculin
| Épreuves               | Or                                                                       | Argent                                                             | Bronze                                                                 |
| ---------------------- | ------------------------------------------------------------------------ | ------------------------------------------------------------------ | ---------------------------------------------------------------------- |
| Kilomètre              | Jaron Gardiner Australie                                                 | Benjamin Edelin France                                             | Matthew Baranoski États-Unis                                           |
| Keirin                 | Julien Palma France                                                      | Nikita Shurshin Russie                                             | Ismael Verdugo Mexique                                                 |
| Vitesse individuelle   | John Paul Royaume-Uni                                                    | Julien Palma France                                                | Max Niederlag Allemagne                                                |
| Vitesse par équipes    | Allemagne Pascal Ackermann Benjamin König Max Niederlag                  | France Benjamin Edelin Anthony Jacques Julien Palma                | Russie Viktor Nenastin Aleksander Sharapov Nikita Shurshin             |
| Poursuite individuelle | Park Sang-hoon Corée du Sud                                              | Moritz Schaffner Allemagne                                         | Jackson Law Australie                                                  |
| Poursuite par équipes  | Australie Jack Cummings Alexander Edmondson Jackson Law Alexander Morgan | Russie Roman Ivlev Alexey Ryabkin Andrey Sazanov Evgeny Zateshilov | Nouvelle-Zélande Scott Creighton Alex Frame Fraser Gough Dylan Kennett |
| Scratch                | František Sisr Tchéquie                                                  | Mher Mkrtchyan Arménie                                             | Ioánnis Spanópoulos Grèce                                              |
| Course aux points      | Domenic Weinstein Allemagne                                              | Mher Mkrtchyan Arménie                                             | Alex Frame Nouvelle-Zélande                                            |
| Américaine             | Australie Alexander Edmondson Jackson Law                                | Nouvelle-Zélande Alex Frame Fraser Gough                           | Espagne Julio Amores José Romero Alonso                                |
| Omnium                 | Caleb Ewan Australie                                                     | Roman Ivlev Russie                                                 | Dylan Kennett Nouvelle-Zélande                                         |

## Podiums féminin
| Épreuves               | Or                                                  | Argent                                                        | Bronze                                                               |
| ---------------------- | --------------------------------------------------- | ------------------------------------------------------------- | -------------------------------------------------------------------- |
| 500 mètres             | Anastasiia Voinova Russie                           | Victoria Williamson Royaume-Uni                               | Daria Shmeleva Russie                                                |
| Keirin                 | Anastasiia Voinova Russie                           | Stephanie McKenzie Nouvelle-Zélande                           | Jennifer Valente États-Unis                                          |
| Vitesse individuelle   | Anastasiia Voinova Russie                           | Stephanie McKenzie Nouvelle-Zélande                           | Victoria Williamson Royaume-Uni                                      |
| Vitesse par équipes    | Russie Daria Shmeleva Anastasiia Voinova            | Australie Taylah Jennings Adele Sylvester                     | Nouvelle-Zélande Stephanie McKenzie Paige Paterson                   |
| Poursuite individuelle | Mieke Kröger Allemagne                              | Georgia Williams Nouvelle-Zélande                             | Aleksandra Chekina Russie                                            |
| Poursuite par équipes  | Australie Georgia Baker Taylah Jennings Emily Roper | Russie Alina Bondarenko Aleksandra Chekina Svetlana Kashirina | Italie Beatrice Bartelloni Maria Giulia Confalonieri Chiara Vannucci |
| Scratch                | Jennifer Valente États-Unis                         | Georgia Baker Australie                                       | Cassie Cameron Nouvelle-Zélande                                      |
| Course aux points      | Maria Giulia Confalonieri Italie                    | Íngrid Drexel Mexique                                         | Sophie Williamson Nouvelle-Zélande                                   |
| Omnium                 | Taylah Jennings Australie                           | Alina Bondarenko Russie                                       | Íngrid Drexel Mexique                                                |

## Tableau des médailles
| Rang  | Nation           | Or | Argent | Bronze | Total |
| ----- | ---------------- | -- | ------ | ------ | ----- |
| 1     | Australie        | 6  | 2      | 1      | 9     |
| 2     | Russie           | 4  | 5      | 3      | 12    |
| 3     | Allemagne        | 3  | 1      | 1      | 5     |
| 4     | France           | 1  | 3      | 0      | 4     |
| 5     | Grande-Bretagne  | 1  | 1      | 1      | 3     |
| 6     | États-Unis       | 1  | 0      | 2      | 3     |
| 7     | Italie           | 1  | 0      | 1      | 2     |
| 8     | Corée du Sud     | 1  | 0      | 0      | 1     |
| -     | Tchéquie         | 1  | 0      | 0      | 1     |
| 10    | Nouvelle-Zélande | 0  | 4      | 6      | 10    |
| 11    | Arménie          | 0  | 2      | 0      | 2     |
| 12    | Mexique          | 0  | 1      | 2      | 3     |
| 13    | Espagne          | 0  | 0      | 1      | 1     |
| -     | Grèce            | 0  | 0      | 1      | 1     |
| Total | Total            | 19 | 19     | 19     | 57    |